# 帕姆哈根
帕姆哈根是奥地利布尔根兰州滨湖新锡德尔县的一个市镇。总面积33.06平方公里，总人口1768人，人口密度53.5人/平方公里（2001年）。